# Kraftwerk Hällby
Das Kraftwerk Hällby (schwedisch Hällby kraftverk) ist ein Wasserkraftwerk in der Gemeinde Sollefteå, Provinz Västernorrlands län, Schweden, das am Ångermanälven liegt. Es ging 1970 in Betrieb. Das Kraftwerk ist im Besitz von Uniper und wird auch von Uniper betrieben.

## Absperrbauwerk
Das Absperrbauwerk besteht aus einer Wehranlage mit zwei Wehrfeldern und einem Maschinenhaus in der Mitte sowie einem anschließenden Steinschüttdamm an beiden Seiten. Der Damm auf der rechten Seite hat eine Länge von ca. 200 m und eine Höhe von 30 m, der Damm auf der linken Seite hat eine Länge von ca. 120 m und eine Höhe von 28 m.
Das minimale Stauziel liegt bei 290,2 m, das maximale bei 291 m über dem Meeresspiegel.

## Kraftwerk
Das Kraftwerk ging 1970 in Betrieb. Es verfügt mit einer Kaplan-Turbine über eine installierte Leistung von 71 (bzw. 84) MW. Die durchschnittliche Jahreserzeugung liegt bei 340 Mio. kWh.
Die Turbine wurde von Kværner geliefert. Sie leistet 75,4 MW; ihre Nenndrehzahl liegt bei 115,4 Umdrehungen pro Minute. Der zugehörige Generator leistet 88,5 MVA; seine Nennspannung beträgt 11 kV.
Die Fallhöhe beträgt 27,5 (bzw. 29) m. Der maximale Durchfluss liegt bei 280 m³/s.